# Wallid Ismail
Wallid Ismail (né le 22 février 1968) est un pratiquant et promoteur brésilien  de combat libre.
Il a reçu sa ceinture noire de jiu-jitsu brésilien de Carlson Gracie et il est huit fois champion national. Il est notamment connu pour avoir remporté des victoires lors de tournois de jiu-jitsu contre quatre membres de la Famille Gracie : Ralph Gracie, Renzo Gracie, Ryan Gracie, et Royce Gracie sur étranglement en moins de cinq minutes de combat.

## Palmarès en MMA
| 9 victoires (2 KO's, 5 soumissions, 2 décisions), 3 défaites. |          |                     |                                           |                                      |                |       |       |
|                                                               | Résultat | Nom de l'adversaire | Méthode                                   | Nom de l'évènement                   | Date           | Round | Temps |
| 12/31/2002                                                    | Win      | Yasuhito Namekawa   | Decision (unanimous)                      | Inoki Bom-Ba-Ye 2002-K-1 vs. Inoki   | Round 3, 5:00  |       |       |
| 8/8/2002                                                      | Win      | Kazunari Murakami   | TKO (Strikes)                             | UFO - Legend                         | Round 2, 3:03  |       |       |
| 2/24/2002                                                     | Loss     | Alex Stiebling      | Decision (Unanimous)                      | PRIDE 19 - Bad Blood                 | Round 3, 5:00  |       |       |
| 7/29/2001                                                     | Win      | Shungo Oyama        | Technical Submission (Arm Triangle Choke) | PRIDE 15 - Raging Rumble             | Round 2, 2:30  |       |       |
| 10/11/1998                                                    | Loss     | Akira Shoji         | TKO (Strikes)                             | PRIDE 4                              | Round 2, 1:26  |       |       |
| 4/26/1998                                                     | Win      | Gary Myers          | Decision (Unanimous)                      | IVC 5-The Warriors                   | 30:00          |       |       |
| 12/10/1997                                                    | Win      | Johil de Oliveira   | Submission (Strikes)                      | IVC 3-The War Continues              | Round 1, 9:48  |       |       |
| 2/7/1997                                                      | Loss     | Yoshiki Takahashi   | Decision                                  | UFC 12 - Judgement Day               | Round 1, 15:00 |       |       |
| 11/17/1996                                                    | Win      | Katsumi Usuta       | Submission (Rear Naked Choke)             | U-Japan                              | Round 1, 3:10  |       |       |
| 6/24/1996                                                     | Win      | Katsumi Usuta       | Submission (Rear Naked Choke)             | UVF 2-Universal Vale Tudo Fighting 2 | Round 1, 3:59  |       |       |
| 4/5/1996                                                      | Win      | Dennis Kefalinos    | Submission (Rear Naked Choke)             | UVF 1-Universal Vale Tudo Fighting 1 | Round 1, 2:10  |       |       |
| 9/26/1991                                                     | Win      | Eugenio Tadeu       | TKO (Injury)                              | Desafio-Jiu-Jitsu vs. Luta Livre     | Round 1, 16:18 |       |       |